# Halowe Mistrzostwa Europy w Lekkoatletyce 1990 – pchnięcie kulą kobiet
Pchnięcie kulą kobiet – jedna z konkurencji technicznych rozgrywanych podczas halowych lekkoatletycznych mistrzostw Europy w  hali Kelvin Hall w Glasgow. Rozegrano od razu finał 3 marca 1990. Zwyciężyła reprezentantka Republiki Federalnej Niemiec Claudia Losch. Tytułu zdobytego na poprzednich mistrzostwach nie obroniła Stephanie Storp z RFN. która tym razem zajęła 6. miejsce.

## Rezultaty

### Finał
Opracowano na podstawie materiału źródłowego.
| Miejsce | Zawodniczka          | Wynik | Uwagi |
| ------- | -------------------- | ----- | ----- |
| 1       | Claudia Losch        | 20,64 |       |
| 2       | Natalja Lisowska     | 20,35 |       |
| 3       | Grit Hammer          | 19,53 |       |
| 4       | Astrid Kumbernuss    | 19,50 |       |
| 5       | Iris Plotzitzka      | 18,67 |       |
| 6       | Stephanie Storp      | 18,64 |       |
| 7       | Renata Bruková       | 17,50 |       |
| 8       | Agnese Maffeis       | 16,79 |       |
| 9       | Annick Maurice       | 16,01 |       |
| 10      | Yvonne Hanson-Nortey | 15,72 |       |
| 11      | Teresa Machado       | 15,26 |       |